# 桜島地震
桜島地震（さくらじまじしん）は、1914年（大正3年）1月12日午後6時28分(JST)、鹿児島県中央部の、薩摩半島と桜島に挟まれた鹿児島湾を震源として発生したM7.1の地震。地震規模推定に使用された観測点が少ない為、最終的に精度を丸めた値と考えられている。

## 概要
桜島大正大噴火の最中に起きた地震であり、噴火開始から約8.5時間後に発生している。通常の火山性地震はマグニチュード6以下であるが、この地震は例外的に規模が大きい。
単純な火山性地震ではなく、マグマの侵入によって地殻の強度が低下し、元々蓄えられていたひずみが解放されたため、大地震につながった。
噴火に先立つ11月9日16時以降、桜島島内では数回の有感地震を感じていたとされる、その後には鹿児島郡東桜島村有村（現在の鹿児島市有村町）の有村温泉場でも有感地震を感じていた。11日には鹿児島市内でも明瞭な地震を感じる様になっていた。

## 本震による各地の震度
桜島地震の本震による各地の最大推定震度は以下の通りである。鹿児島市では最大震度が6弱と推定されるが、これらは臨海部の埋立地に限られ、市街地の多くは5弱～5強であったと報告されている。
| 震度            | 都道府県 | 観測所         |
| --------------- | -------- | -------------- |
| 6               | 鹿児島県 | 鹿児島市沿岸部 |
| 3（弱）         | 熊本県   | 熊本           |
| 3（弱）         | 佐賀県   | 佐賀           |
| 3（弱）         | 宮崎県   | 宮崎           |
| 2（弱・弱キ方） | 長崎県   | 長崎           |
| 1（微）         | 長崎県   | 佐世保         |
| 1（微）         | 大分県   | 大分           |
| 1（微）         | 広島県   | 広島           |
| 1（微）         | 静岡県   | 浜松           |

## 被害

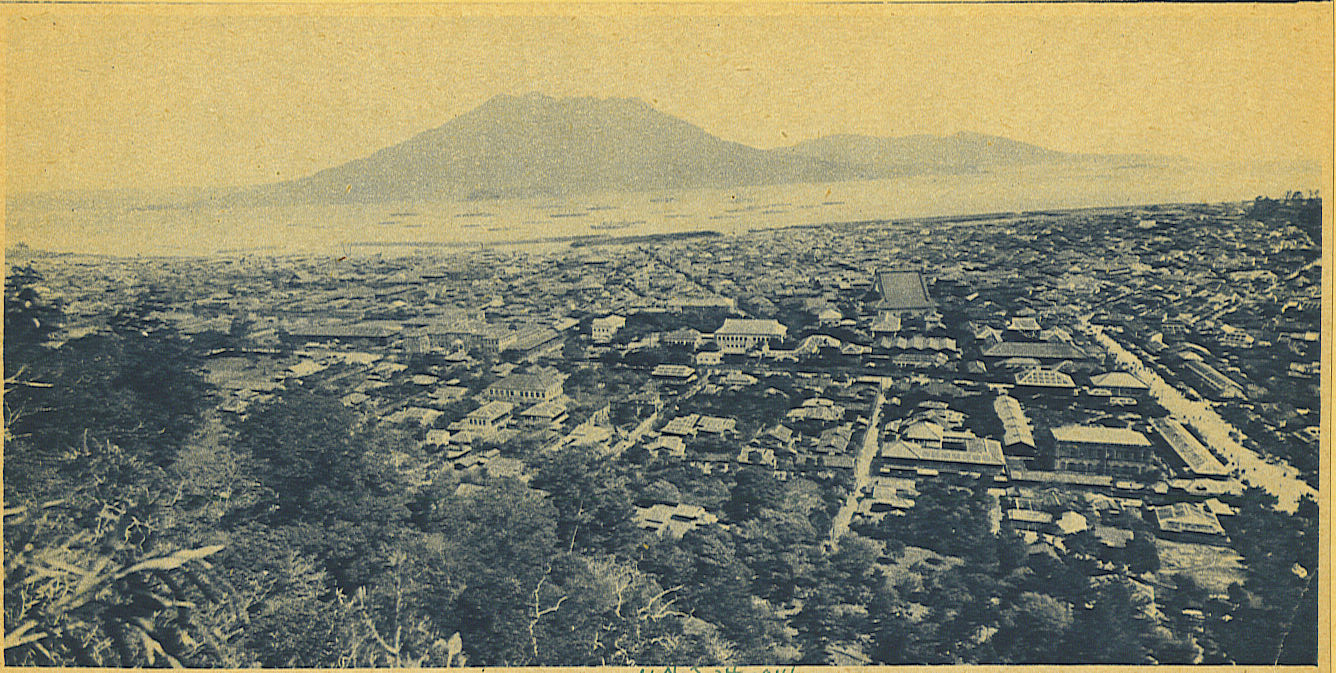
桜島と鹿児島市街（1914年撮影）

当時の鹿児島市と谷山村（後の谷山市、現：鹿児島市の一部）を中心に死者29名、負傷者111名、住宅の全壊120棟、半壊195棟の被害があった。道路は土砂崩れにより各所で寸断され、特に鹿児島郡西武田村大字田上（現：鹿児島市田上）の天神ヶ瀬戸では、県道が高さ約3.6m、長さ約54mにわたって崩壊し、谷山村山田（現：鹿児島市山田町）に向け避難中であった20名以上が下敷きとなり、10名が死亡した。
その他にも谷山村の清見橋の上部が崩壊し交通が途絶えたり、潮見橋の高欄の一部が落下するなどし、交通に影響を与えた。
また、鹿児島市、伊敷村（現：鹿児島市の一部）、伊集院町、日置村（後に日吉町の一部、現：日置市）では石垣が崩壊し、7名が死亡している。
鉄道は落石や路盤崩壊などにより、鹿児島本線（当時）の鹿児島駅 - 重富駅間及び、川内本線（当時）の武駅（現在の鹿児島中央駅） - 伊集院駅間が不通となった。伊集院駅方面は1月13日午後、重富駅方面は1月14日未明に復旧している。

### 小規模津波の発生
また、地震の揺れにより、鹿児島測候所（後の鹿児島地方気象台）の地震計が破損した。この地震により小規模な津波（波高2m前後）が発生しており、当時、鹿児島湾沿岸にあった塩田や江戸期の埋立地などでは地盤沈下を含めて大きな被害を受けた。

## 鹿児島市内の混乱

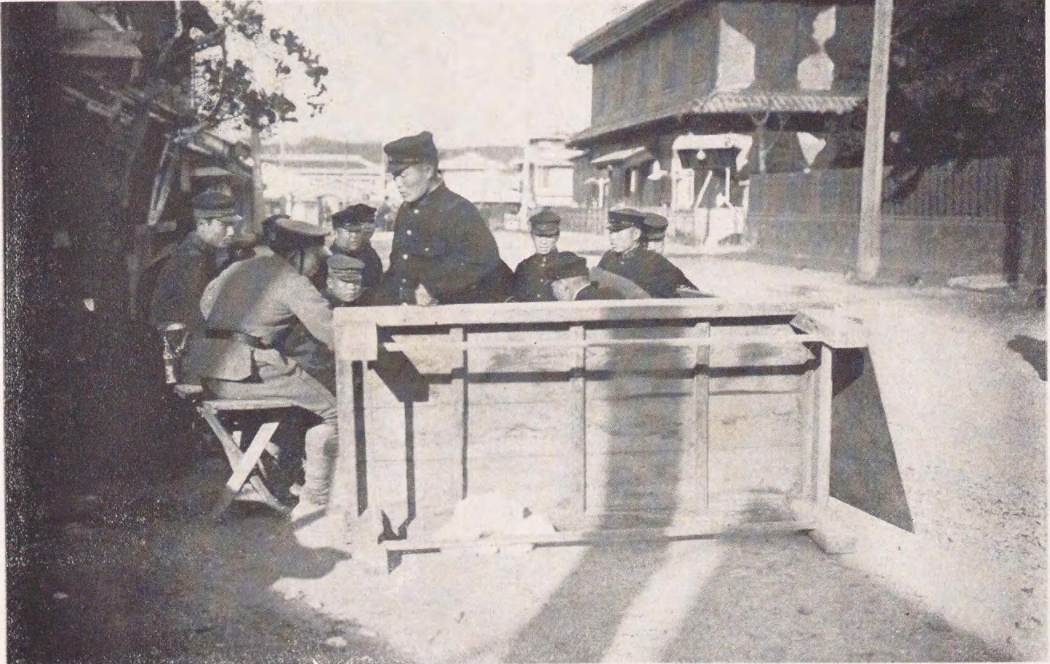
地震後の鹿児島市内で警戒する大日本帝国陸軍の兵士

地震発生が桜島の大正大噴火の最中であったことから鹿児島市内では住民の不安が加速され、大津波発生などの流言が飛び交い市外へ避難しようとする人々が続出し混乱した。